# Johnny de Mol
Johnny de Mol, né le 12 janvier 1979 à Laren, est un acteur, animateur de télévision, entrepreneur, réalisateur, producteur et disc jockey néerlandais.

## Carrière
Il est le fils du milliardaire néerlandais John de Mol et de la chanteuse néerlandaise Willeke Alberti. Il est le neveu de l'actrice Linda de Mol.

## Filmographie

### Cinéma
- 2002 : Oysters at Nam Kee's (nl) de Pollo de Pimentel : Otto[2]
- 2003 : The Emperor's Wife (lb) de Julien Vrebos[3]
- 2004 : 06/05 (nl) de Theo van Gogh[4]
- 2004 : Cool (nl) de Theo van Gogh
- 2004 : Simon de Eddy Terstall : Floris[5]
- 2005 : Gigolo malgré lui de Mike Bigelow : Le collège canadien[6]
- 2005 : Johan de Nicole van Kilsdonk : Johnny Dros[7]
- 2005 : Een ingewikkeld verhaal, eenvoudig verteld de Jaap Van Heusden : Tom[8]
- 2005 : Too Fat Too Furious (nl) de Tim Oliehoek[9]
- 2006 : Ik omhels je met 1000 armen (nl) de Willem van de Sande Bakhuyzen[10]
- 2006 : Black Book de Paul Verhoeven : Theo[11]
- 2008 : Vox populi de Eddy Terstall[12]
- 2010 : Tunnelvision (nl) de Stefano Odoardi[13]
- 2011 : Taking Chances de Nicole van Kilsdonk : Thomas[14]
- 2013 : Crimi Clowns: De Movie (nl) de Luk Wyns[15]
- 2013 : Smoorverliefd (nl) de Hilde Van Mieghem : Mathias[16]
- 2016 : Woezel en Pip: Op zoek naar de Sloddervos! (nl) de Patrick Raats : Molletje

### Téléfilms et participations
- 2000 : Baantjer :Jeffrey Sturkenboom
- 2000-2001 : Goede tijden, slechte tijden :	Sylvester Koetsier
- 2001 : All Stars (nl) :	Henri
- 2001 : Costa! (nl) : Sander
- 2001 : Spangen (nl) : Daryl Verdonk
- 2003 : De Band (nl) : Lou van Kanteren
- 2003 : Bon bini beach (nl) : Johan Windt
- 2005 : Rozengeur & Wodka Lime (nl) : Dennis Weber
- 2006 : Van Speijk : Jeroen van Veen
- 2008 : De co-assistent (nl) : Arthur Godijn
- 2008-2018 : Waar is de Mol? (nl)
- 2009 : Ranking the Stars (nl)
- 2010-2017 : Penoza (nl) de Johan Nijenhuis : Johan Kruimel[17]
- 2011 : Verborgen gebreken (nl)	Sem Vos
- 2011 : Walhalla (nl) : Mark Mollema
- 2012 : Van God los (nl) : Daan Dekkers
- 2012 : Crimi Clowns : Wesley Tersago
- 2014 : De TV Kantine (nl): Johnnie Flodder

## Théâtre
- 2003 : Onze Jeugd
- 2006 : Sexual Perversity
- 2008 : Romeo over Julia
- 2015 : De Gelukkigste Dag

## Discographie

### Singles
- 2013 : Koningslied (sorti le 27 avril 2013)
- 2014 : De glimlach van een kind (sorti le 8 février 2014)
- 2014 : Nederland wordt kampioen!(sorti le 24 mai 2014)

## Animation
- 2003 : De Band (nl)
- 2008 : Waar is de Mol? (nl)
- Depuis 2008 : Holland's Got Talent (nl)
- 2009 : Down met Johnny